# Béatrice Heuser
Pour les articles homonymes, voir Heuser.
 (mai 2017).
Béatrice Heuser est une universitaire britannique, née en 1961. Spécialisée en histoire, sciences politiques, études stratégiques et politique de défense. Elle est titulaire de la chaire de relations internationales à l'université de Glasgow en Grande-Bretagne depuis 2017.

## Biographie
Béatrice Gisela Heuser est née le 15 mars 1961 à Bangkok, son père étant alors chercheur à l'institut Goethe de Thaïlande. La famille déménage ensuite en Turquie où la jeune Béatrice va fréquenter l'école allemande d'Istanbul et y obtenir son Abitur, équivalent du baccalauréat, en 1978. C'est ensuite en Angleterre que Béatrice Heuser va poursuivre ses études. D'abord au Bedford College, puis à la London School of Economics et enfin à l'université d'Oxford où elle obtiendra en 1987 son doctorat en sciences politiques en soutenant une thèse intitulée La Yougoslavie dans les politiques occidentales pendant la guerre froide, 1948-1953. 
De 1989 à 1991, Béatrice Heuser travaille au Royal Institute of International Affairs. En 1991, elle enseigne à l'université de Reims. Puis, jusqu'en 2003, elle est professeur en relations internationales et études stratégiques au département d’études de la guerre du King's College de Londres. Pendant cette période, elle obtient une habilitation universitaire à l'université de Marbourg, en Allemagne, et intervient comme consultante pour l'OTAN et les ministères de la Défense britannique et français. 
Entre 2003 et 2007, Beatrice Heuser exerce la fonction de directeur de la recherche au bureau de recherche d'histoire militaire de la Bundeswehr à Potsdam. De 2007 à 2017 elle était titulaire de la chaire de relations internationales à l'université de Reading en Grande-Bretagne. 
Entre 2011 et 2012, elle est aussi professeure invitée à l'université Paris-VIII à Saint-Denis et occupe la chaire Dupront à l'université Paris-Sorbonne. 
En 2017, Beatrice Heuser occupe une chaire d'excellence dans le Labex "Écrire une Histoire Nouvelle de l'Europe"  et en 2018, elle occupe une chaire Vincent Wright à Sciences Po Paris.
Beatrice Heuser a publié de nombreux livres et articles sur la stratégie et l'histoire de la guerre, dont certains édités en français comme Penser la Stratégie de l'Antiquité à nos jours ou encore l'ouvrage collectif de l'Académie des sciences morales et politiques Penseurs de la Stratégie.

## Œuvres
- Penser la Stratégie de l'Antiquité à nos jours  (trad. de l'allemand), Paris, Picard, 2013, 430 p. (ISBN 978-2-7084-0956-9).
- Penseurs de la Stratégie, Paris, Hermann, 2014, 296 p. (ISBN 978-2-7056-8932-2).
- (en) Reading Clausewitz, Pimlico, 2002, 238 p. (ISBN 0-7126-6484-X).
- (en) The Strategy Makers : Thoughts on War and Society from Machiavelli to Clausewitz, Praeger, 2010, 232 p. (ISBN 978-0-275-99826-4, présentation en ligne).
- (en) The Evolution of Strategy : Thinking War from Antiquity to the Present, Cambridge University Press, 2010, 591 p. (ISBN 978-0-521-15524-3).
- (en) Nuclear Mentalities? Strategies and Beliefs in Britain, France and the FRG, Londres: Macmillan, et New York: St Martin’s Press, 1998,  (ISBN 0-333-69389-2 et 0-312-21321-2).
- (en) NATO, Britain, France and the FRG: Nuclear Strategies and Forces for Europe, 1949-2000, Londres: Macmillan, et New York: St Martin’s Press, hardback 1997, paperback 1999,  (ISBN 0-333-67365-4) (hbk),  (ISBN 0-312-17498-5) (ppb) ).
- avec Isabelle Davion (dir.), Batailles : une histoire des grands mythes nationaux, Belin, 2020.
- (en) War : A Genealogy of Western Ideas and Practices, Oxford, Oxford University Press, 2022.
- (en) Flawed Strategy: Why Smart Leaders Make Bad Decisions, Hoboken, Polity Books, 2025, 208 p. (ISBN 9781509566693)